# Koaia
Koaia, izolirana etnilingvistička porodica koja obuhvaća jedan jedini jezik kojim govore Koaia ili Kwaza Indijanci s rijeke São Pedro u brazilskoj državi Rondônia. 
Godine 1998. svega je 25 ljudi govorilo jezikom ove porodice. Greenberg (1987) je klasificira u veliku porodicu Macro-Tucanoan.

## Vanjske poveznice
- A Grammar of Kwaza By Hein van der Voort